# Cristòfol Cladera Company
Cristòfol Cladera Company (Sa Pobla, 1760-1816) fou eclesiàstic, polític i erudit mallorquí. Fou tresorer i canonge de la Seu de Mallorca, cronista del Regne de Mallorca (1807), diputat per les Balears pel bàndol dels afrancesats durant la Guerra de la Independència (1808) i Secretari d'Estat i Ministre d'Interior durant el regnat de Josep Bonaparte, rei d'Espanya. Té un carrer dedicat a sa Pobla amb el nom de "Tresorer Cladera" i és fill il·lustre de sa Pobla. Sa Pobla també té una escola amb el seu nom.
Era cosí de Miquel Josep Cabanelles Cladera. Anomenat "El Tresorer Cladera", estudià a l'Escola de Gramàtica de Sa Pobla "capellà Pere Josep Serra". Ingressa molt jove a la Universitat Literària de Palma on sortirà amb deu anys per entrar al Seminari Conciliar de Múrcia on estudiarà teologia. En acabar estudià a Oriola i es doctorà a València en Dret civil i canònic. Va rebre la tonsura el 1776. Entre 1776 i 1785 estava sota el benefici de la Catedral de Sevilla, que li va donar permís per viure a Cadis. Es traslladà a viure a Madrid, on començaria a escriure llibres. Va estudiar idiomes estrangers i va traduir de l'anglès articles d'escriptors i de personatges europeus i americans del seu temps. Va viatjar a molts indrets. Fou tresorer (1792) i canonge de la Seu de Mallorca, i cronista del Regne (1807). Va ser diputat per Balears i figura entre els afrancesats que el 1808 juraren l'Estatut de Baiona. Durant el govern de Josep I, va ser prefecte de la tercera divisió del Ministeri de l'Interior i secretari del dit ministeri. S'enfrontà al rei quan intentà treure d'Espanya diversos objectes del patrimoni nacional.
El seu domini de diversos idiomes (francès, anglès, italià, grec, llatí, hebreu i àrab) li permeté traduir diverses obres, entre les quals destaca el Diccionario universal de Física de Brisson. Fundà a Madrid el diari Espíritu de los mejores diarios literarios que se publican en Europa (1785-1791). Era coneguda la seva enemistat literària amb Leandro Fernández de Moratín.
En acabar la Guerra del Francès s'exilià a França, d'on tornaria en 1814 a Mallorca per defensar la seva canongia, que el capítol de Mallorca volia deixar vacant. A Palma fou acusat d'afrancesat pel Tribunal Eclesiàstic de Mallorca. Els darrers moments de la seva vida visqué a la seva possessió de Son Fe (Alcúdia). Morí al convent dels carmelites de Palma el 1816.
Cristòfol Cladera inspirà el personatge caricaturesc de Don Hermógenes a "La Comedia Nueva" de Leandro Fernández de Moratín. També és citat a "La corte de Carlos IV" de Benito Pérez Galdós. Al segle xx es creà el "Certamen periodístic sobre la figura del Tresorer, D. Cristobal Cladera Company". Durant els anys 60 el certamen es feia durant les festes de Sant Antoni.

## Obra
- Investigaciones históricas sobre los descubrimientos de los españoles en el mar Oceano en el siglo XV y principios del XVI (1794).
- Los sacrosantos concilios generales y particulares desde el primero celebrado por los apóstoles en Jerusalen hasta el tridentino, según el orden cronológico de su celebración y el analisis del P. Ricar (1794).
- El Telemaco (traducció de Fenelon).
- Carta de D. Cristobal Cladera a D. Melchor Andario, autor de la Apología de la Sombra de Nelson (1806).
- Tratado de las obligaciones del juez (1785).
- Reflexiones sobre la intolerancia eclesiástica (1809).
- Apuntes para formar una historia crítica del Reino de Mallorca.
- Del dios Hércules y otras divinidades gentilicias (1798).

- Discurso acerca de los diferentes nombres que han tenido las Islas Baleares.
- Discurso acerca de la etimología de los nombres Majórica y Minórica que tuvieron estas dos isla.
- Familias árabes de Mallorca, segun el libro del Repartimiento.[2]